# غريغ أوكونور
غريغ أوكونور (بالإنجليزية: Greg O'Connor)‏ هو ملحن أمريكي، ولد في 27 مايو 1967 في فيلادلفيا في الولايات المتحدة.

## وصلات خارجية
- غريغ أوكونور على موقع IMDb (الإنجليزية)
- غريغ أوكونور على موقع قاعدة بيانات الفيلم (الإنجليزية)